# ホイットニー山
ホイットニー山（ホイットニーさん、Mount Whitney）は、アメリカ合衆国のシエラネヴァダ山脈（オーウェンズヴァレーの西側）にある山。セコイア国立公園に属する。

## 概要
カリフォルニア州にあり、標高は4,421mでアメリカ合衆国本土で最も高い山である。カリフォルニア地質学調査(1860-74年)に来ていたハーヴァード大学の地質学教授ジョサイア・ホイットニーによって命名された。1873年にチャールズ・ベゴーレ、A. H.ジョンソン、ジョン・ルーカスが最初に登頂した。
また、第二次世界大戦中に大部分の日系人が収容された強制収容所の1つであるマンザナール収容所の敷地からも、かろうじてこの山が見えたという。
ホイットニー山への指定区域内入山はデイハイク（日帰り登山）の人数制限があり、1日100人と定められている。5月 - 10月の入山予約はその年の2月に応募が締め切られ、4月に抽選が行われる。